# Metaiurus
Genre
Metaiurus est un genre de scorpions de la famille des Iuridae.

## Distribution
Les espèces de ce genre se rencontrent en Turquie et en Grèce.

## Liste des espèces
Selon The Scorpion Files (21/09/2022) :
- Metaiurus kadleci (Kovařík, Fet, Soleglad & Yağmur, 2010)
- Metaiurus stathiae (Soleglad, Fet, Kovařík & Yağmur, 2012)

## Systématique et taxinomie
Ce genre a été décrit par Parmakelis, Dimitriadou, Evdokia, Gkigkiza, Stathi, Fet, Yağmur et Kovařík en 2022 dans les Iuridae.

## Publication originale
- Parmakelis, Dimitriadou, Gkigkiza, Karampatsou, Stathi, Fet, Yağmur & Kovařík, 2022 : « The evolutionary history of the relict scorpion family Iuridae of the eastern Mediterranean. » Molecular Phylogenetics and Evolution, vol. 177, no 107622.